# Hagar Qim
O templo de Ħaġar Qim (pronuncia-se ha-jar-eem) é um monumento megalítico que foi escavado pela primeira vez em 1839, datando da mesma fase que a cidade de Tarxien (c.3200-2500 a.C), também na ilha de Malta. Ħaġar Qim consiste em uma única unidade de um templo. 
Muitos dos objetos retirados do local estão à mostra no museu da cidade de Valeta. 

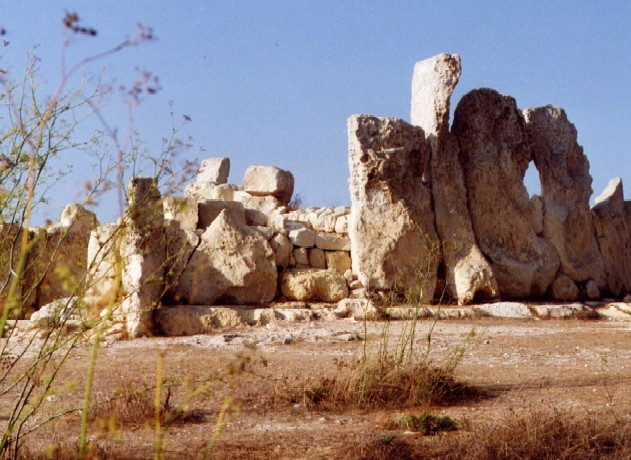
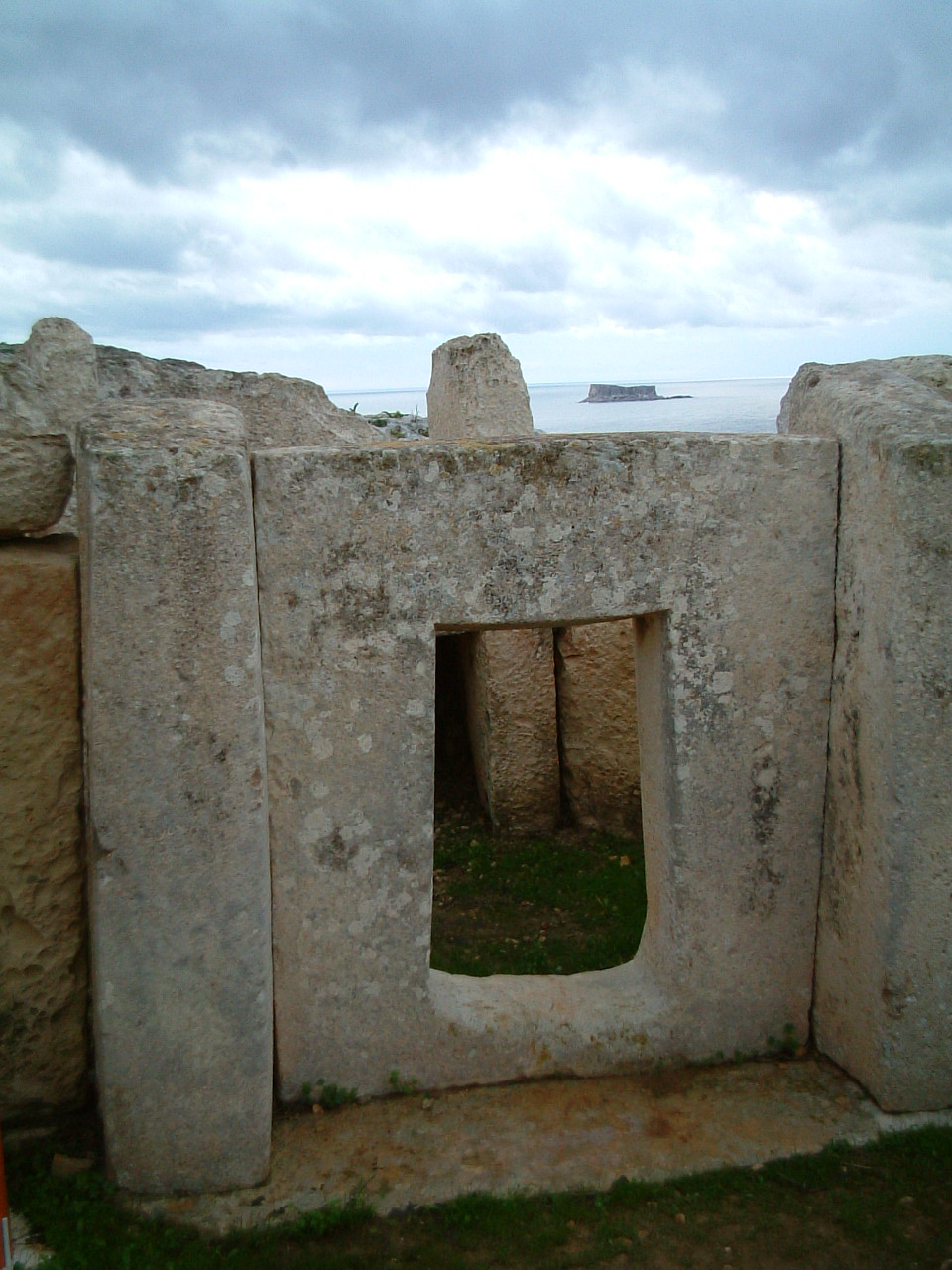
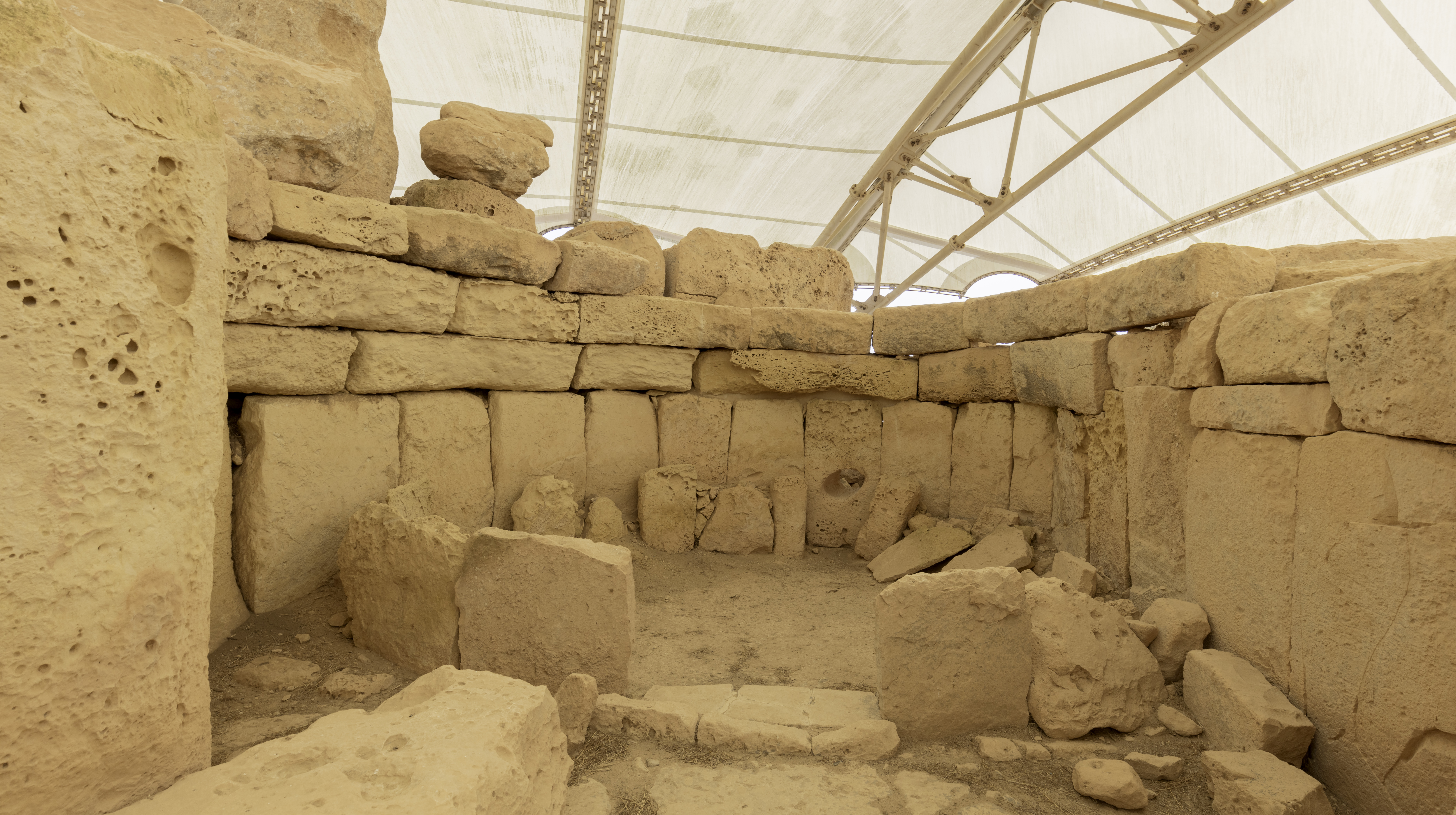
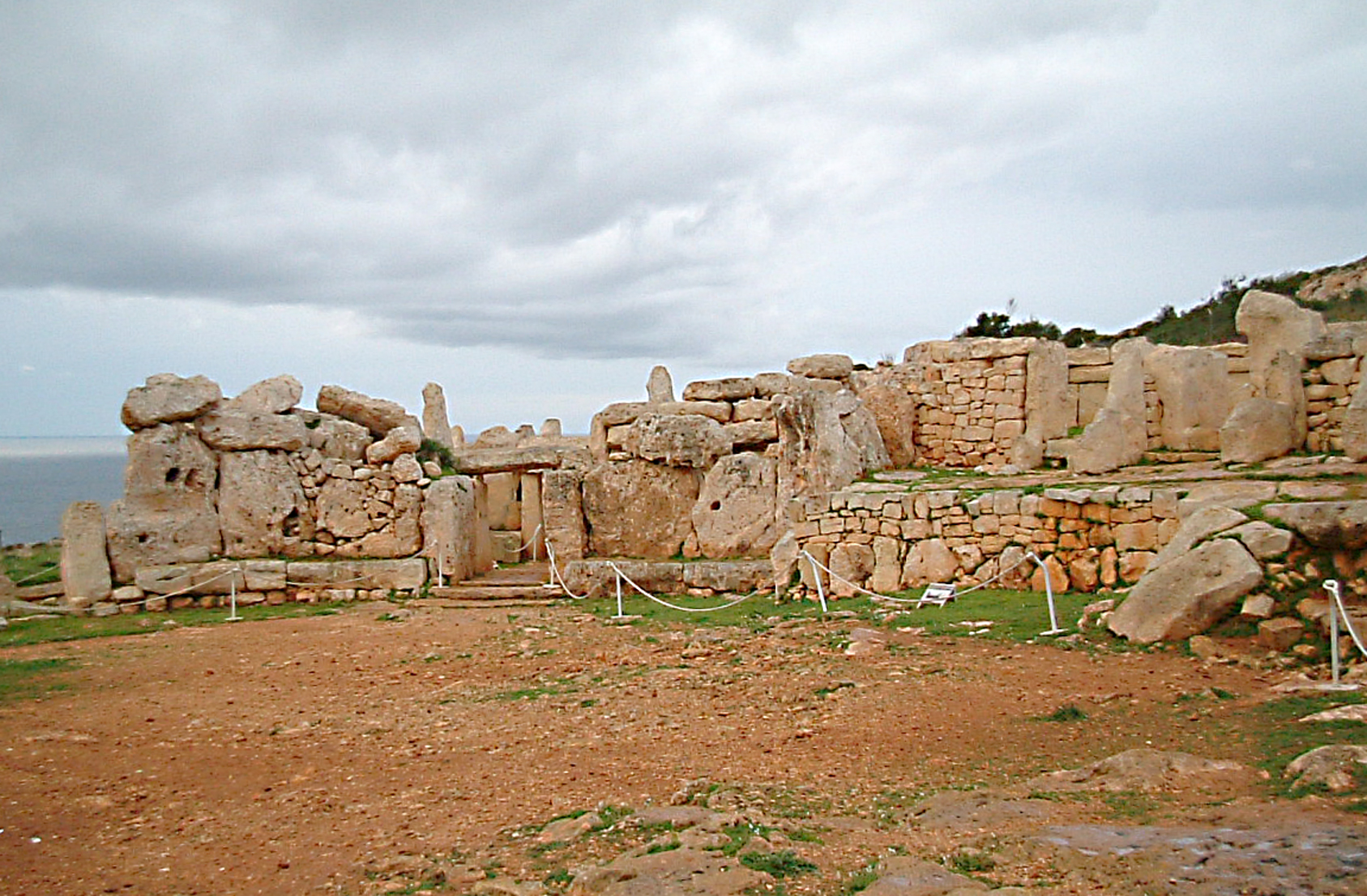
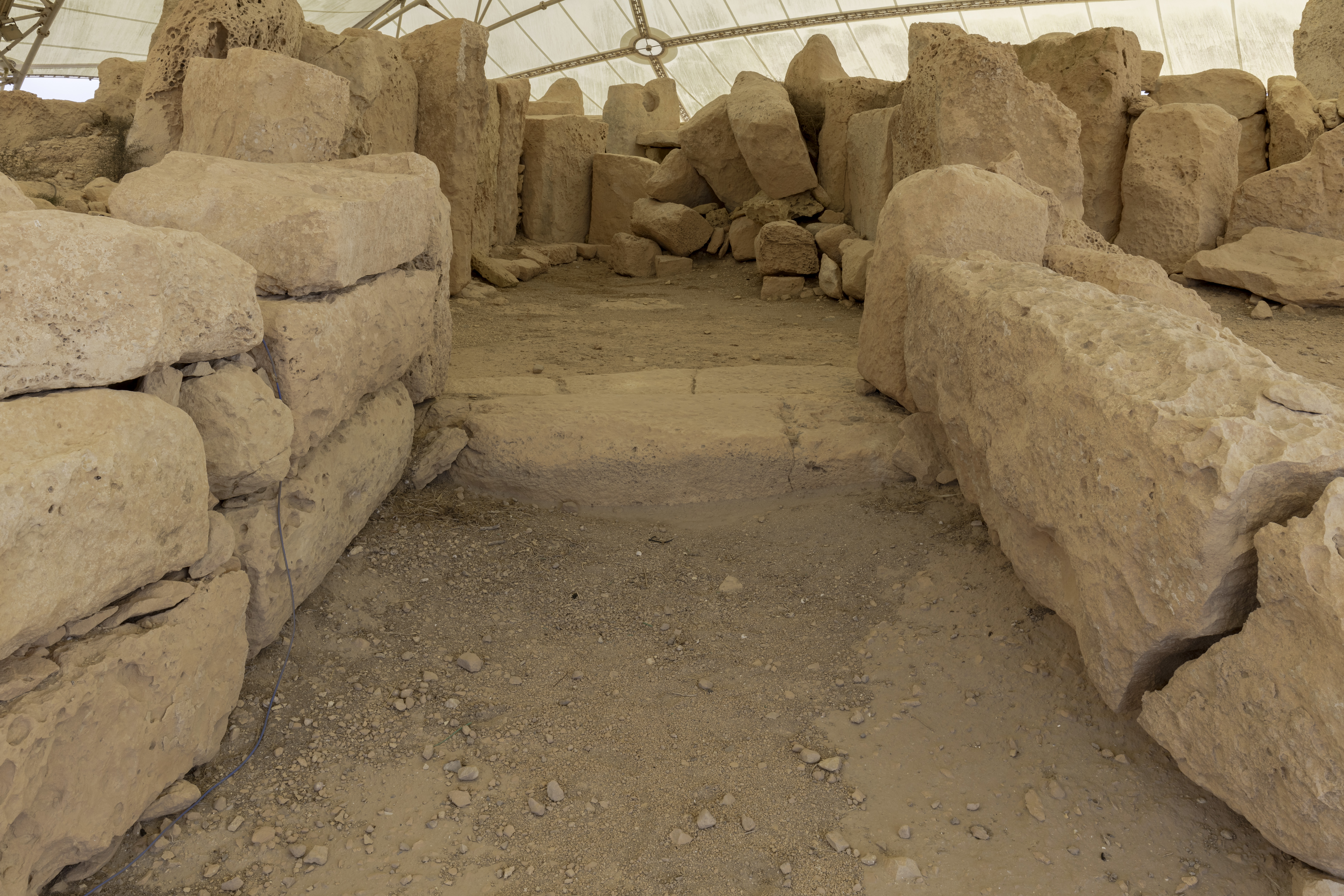